# ブチャ
ブチャ（ウクライナ語: Буча 、ウクライナ語発音: [ˈbut͡ʃa]、英語: Bucha）は、ウクライナのキーウ州の都市である。ブチャ地区の中心地。州の中部、首都キーウの郊外（西方25km）に位置する。人口は 3万6971人 (2021年）。市名は、イルピニ川の支流であるブチャ川にちなむ。史料での初見は1630年である。2006年までは町であった。
2022年、ロシアによるウクライナ侵攻によって破壊された。キエフ攻勢の激しさから、キーウ州政府はブチャをイルピン、ホストメリ、ハイウェイM06、ヴィーシュホロドとともにキーウ州で最も危険な場所と名付けた。ブチャはおよそ1か月にわたってロシア軍に占拠された後、ウクライナ側が同年4月1日までに奪還した。市内には多数の遺体が放置され、ロシア軍が地雷を仕掛けたと主張したこともあり、避難民の帰還は困難であると報じられた。

## 画像

### 2022年ロシアのウクライナ侵攻前
- ブチャ市立公園
- 駅前通りにあるマイダンの英雄のモニュメント
- ブチャ駅
- 待合室
- ホーム
- シュタム邸
- ロカッチ川の氾濫原にある池
- ブチャの人々のおだやかな日常
- スタジアム
- アフガニスタン紛争のメモリアル
- 幼稚園
- サマーキャンプ場
- アナトリー・フェドルク市長
- 人道主義研究所の卒業式

#### 侵攻後
- 奪還したブチャに入るウクライナ警官

## 姉妹都市
- コーヴェリ - ウクライナ
- チャチェフ - ウクライナ
- トゥシン - ポーランド
- ヤスウォ - ポーランド